# کوه کاتروت
کوه کاتروت (به انگلیسی: Cutthroat Peak) یک قله در کانادا است که در شهرستان اسکجیت، واشینگتن واقع شده‌است. کوه کاتروت ۲٬۴۵۳٫۶۷ متر بالاتر از سطح دریا واقع شده‌است.